# Hákun Djurhuus
Hákun Djurhuus (ur. 11 grudnia 1908 w Thorshavn, zm. 22 września 1987 tamże) – farerski polityk i nauczyciel, czwarty premier Wysp Owczych, sprawujący tę funkcję od 4 stycznia 1963 do 12 stycznia 1967.

## Lata młodości
Djurhuus urodził się 11 grudnia 1908 w Thorshavn jako syn rybaka Joena Hendrika Djurhuusa Poulsena (1879-1954) i Armingard Marii Djurhuus (1880-1920) .

## Edukacja i praca
W 1932 ukończył studia nauczycielskie na Føroya Læraraskúla. W latach 1932–1934 uczył w szkołach w Skálabotnur i Innan Glyvur, a od 1934 do 1976 – w Klaksvík, początkowo (1934-1936) w szkole podstawowej, a następnie w technikum. W latach 1934–1936 był sekretarzem Klaksvíkar Arbeiðsmannafelag, a w latach 1936-1946 redaktorem naczelnym lokalnej gazety Norðlýsið .

## Kariera polityczna
W polityce zaczął udzielać się w 1946 roku. Został wtedy radnym Klaksvík oraz członkiem farerskiego parlamentu . W latach 1949–1951 był przewodniczącym rady miasta Klaksvík .
W latach 1950–1951 przewodniczył krajowemu parlamentowi. W latach 1951–1954 ponownie zasiadał w parlamencie .
W 1951 został liderem partii Fólkaflokkurin, której przewodził do 1980 . Od 1954 do 1957 Hákun Djurhuus był wicepremierem , a w latach 1957-1960 reprezentował Wyspy Owcze w duńskim parlamencie .
4 stycznia 1963 został czwartym premierem Wysp Owczych. Był nim do 12 stycznia 1967, jednocześnie pełniąc funkcję ministra spraw zagranicznych, zdrowia i infrastruktury.
W latach 1968–1973 po raz ostatni reprezentował Wyspy Owcze w parlamencie Danii . Z życia politycznego wycofał się dopiero po wyborach parlamentarnych w 1980 . We wszystkich wyborach startował z okręgu Norðoyar.

## Życie prywatne
10 lipca 1932 ożenił się z Hjørdis Kamban (ur. 27 kwietnia 1910 w Thorshavn), także nauczycielką z zawodu . Małżeństwo było bezdzietne.